# Maffei 2

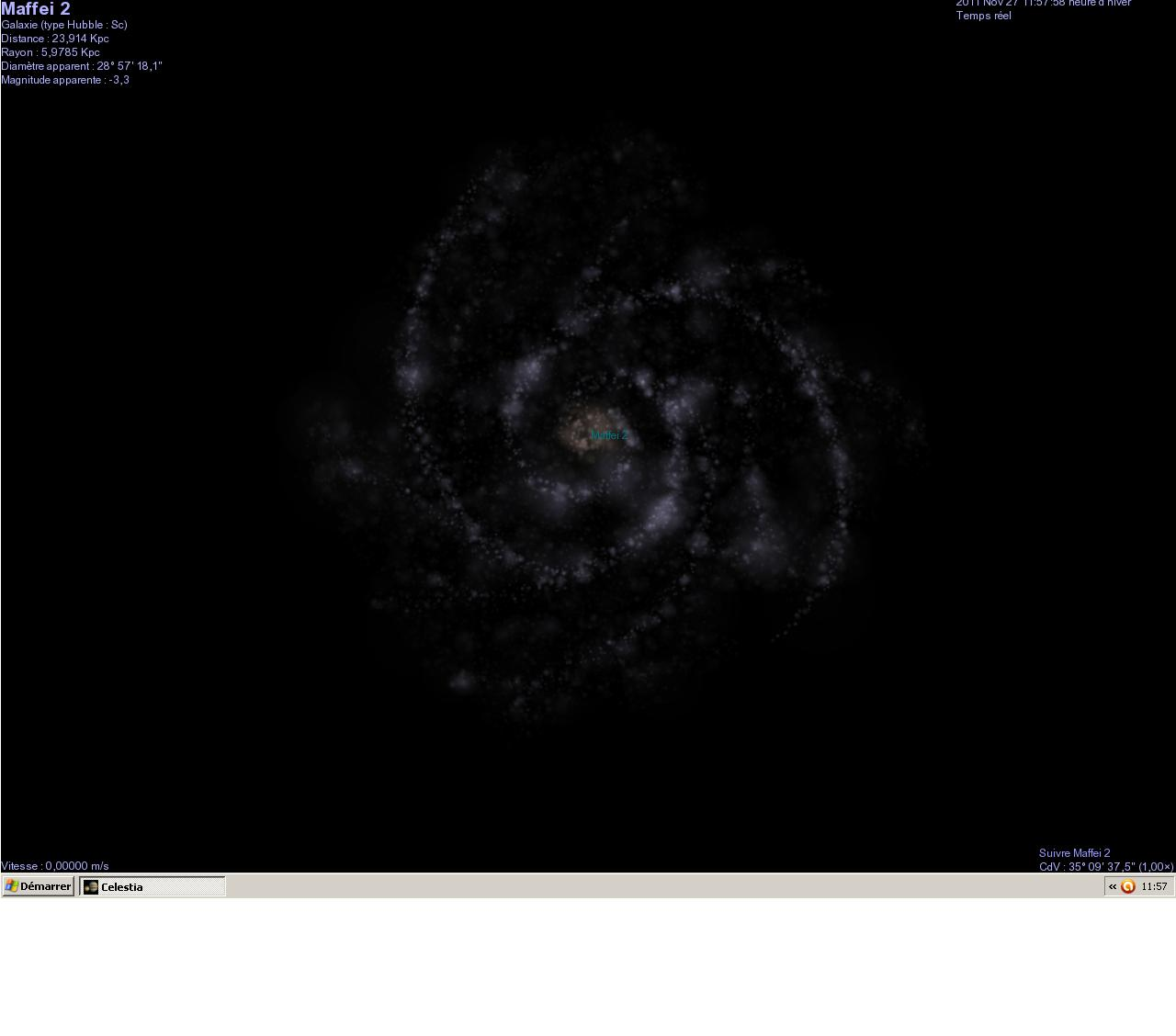
Galaxia Maffei 2

Maffei 2 este o galaxie situată în constelația Cassiopeia și fizic aproape de Grupul Local, cel care cuprinde Calea Lactee. Face parte din grupul IC342/Maffei, un grup de galaxii care prezintă similitudini cu Grupul Local, fiind ca și acesta subdivizat în două substructuri, fiecare centrată pe câte o galaxie dominantă.

## Denumirea galaxiei
Maffei 2 a primit numele în onoarea descoperitorului său, astronomul italian Paolo Maffei, descoperitor și al obiectului Maffei 1, o galaxie vecină ceva mai mică decât Maffei 2.

## Caracteristici
Maffei 2 este reprezentantul cel mai luminos al unuia din aceste două subgrupuri, denumit subgrupul Maffei.  Deși este comparabilă cu Galaxia Andromeda și situată la o distanță mai mare, dar comparabilă, Maffei 2 este extrem de dificil de observat: situată aproape exact în planul galactic (latitudine galactică de -0,3°), ea este supusă unei extincții considerabile, conferindu-i o magnitudine aparentă foarte ridicată, de ordinul lui 16, ceea ce explică descoperirea sa târzie (1968) pentru o galaxie de această mărime și la aceată distanță.